# Polikarpov I-15
Il Polikarpov I-15 (in caratteri cirillici Поликарпов И-15) era un caccia monomotore biplano realizzato dall'OKB 84 diretto da Nikolaj Nikolaevič Polikarpov e sviluppato in Unione Sovietica negli anni trenta.
Con lo scoppio della Seconda guerra sino-giapponese, della Guerra civile spagnola e della Seconda guerra mondiale si trovò ad affrontare velivoli italiani, tedeschi e giapponesi, dimostrandosi adeguato contro altri biplani dalla bassa velocità, ma avendo invariabilmente la peggio quando questi cedettero il passo ai monoplani laminati ad ala bassa ed elevate prestazioni.

## Storia del progetto
I caccia biplani progettati da Polikarpov sono stati una lunga serie, iniziata con l'I-5 del 1929, che per la prima volta consentì ai sovietici di disporre di aerei paragonabili ai tipi occidentali coevi, come il Fiat C.R.20 e il Bristol Bulldog. Ben presto, 4 anni dopo, si passò ad un miglioramento che venne conosciuto come I-15. Esso era dell'ottobre 1933 e si dimostrò subito come un eccellente modello. Il velivolo dimostrò ottime doti come quella di virare di 360 gradi in 8 secondi, anche se non era pesante come i tipi operativi. Il motore era un M-25, versione su licenza del Wright Cyclone.

## Tecnica
In termini tecnici, il velivolo era un classico progetto, con un motore radiale che dava origine a una fusoliera tozza, visto che la necessità di ridurre le dimensioni e il peso portò ad una fusoliera molto corta. Questa dimensione era infatti regolabile, mentre il diametro era dettato dal motore. Il caccia aveva una struttura mista, con metallo nella parte anteriore e tela verniciata, in genere verde scuro con ventre azzurrino, caratteristica di tutti i caccia del tipo (tranne che in configurazione invernale, con livrea bianca).
L'ala era un elemento di rottura rispetto al tipo precedente, perché aveva quella superiore con la parte centrale abbassata per poter favorire la visibilità per il pilota verso l'avanti, tipico problema di tutti i caccia biplani. Le ali erano diverse anche come superficie, con quelle superiori più grandi e spostate in avanti in maniera netta. La presenza di alettoni era solo su quella superiore, ma come visto non limitava la manovrabilità della macchina. I supporti erano con una sola grande campata ad "I" , piccole travature su quella superiore per collegarla alla fusoliera in maniera più robusta e due cavi di acciaio di controventatura.
Il carrello d'atterraggio era costituito da tre elementi, quello posteriore un semplice slittino di acciaio, quelli anteriori con pneumatici di grande diametro, con robusta carenatura aerodinamica, talvolta assente (probabilmente sugli I-15 originali). Il tipo di supporto era unico, senza montanti di sorta, tanto leggero era il velivolo e ridotta la velocità di atterraggio. I carrelli erano leggermente inclinati verso l'esterno, con un compromesso tra avere una maggiore carreggiata senza compromettere la robustezza della struttura con angoli troppo elevati. I carrelli erano inclinati anche verso l'avanti e avevano ammortizzatori oleopneumatici interni.
La coda era piuttosto alta con una vistosa aletta di trim, mentre le superfici orizzontali erano supportate da 2 montanti metallici.

### Armamento
L'armamento del caccia era costituito da quattro mitragliatrici da 7,62 mm PV-1, in origine solo due, con cadenza minore rispetto alle Skhas, ma con una maggiore precisione. Il collimatore era a cannocchiale e l'elica attraverso cui le armi sparavano era bipala metallica, in duralluminio regolabile a terra.

## Impiego operativo
I primi esemplari erano muniti di un motore M-22, ovvero ancora il vecchio tipo del caccia I-5. Questo significava solo 480 cavalli, il 20% minore. Ben 404 apparecchi vennero prodotti così e non è noto che tipo di prestazioni possedessero, verosimilmente leggermente migliori di quelle dell'I-5.
Dal gennaio 1936 vennero prodotti gli I-15 di serie, con motore M-25 da 600 cv, che vennero impiegati in azione in Spagna e Cina. Essi erano equipaggiati con elica a doppio passo, che consentì un notevole miglioramento della capacità operativa in termini di prestazioni al decollo e di velocità. Gli ultimi 270 esemplari avevano 4 mitragliatrici PV-1 nella fusoliera, con un totale di 3000 colpi. Il carburante era ridotto e l'elica era stata migliorata grazie all'adozione del modello AV-1 (un modello Hamilton su licenza).
Nella guerra civile spagnola, gli I-15 vennero usati dai repubblicani, arrivando con i sovietici nel tardo 1936 e mettendo subito in crisi la superiorità aerea conquistata dai nazionalisti. Dopo un certo numero di successi, i nazionalisti iniziarono a combattere gli I-15 sfruttandone i punti deboli. I velivoli russi erano superiori in salita e pari in velocità orizzontale, ma erano più lenti in picchiata dei Fiat C.R.32 nazionalisti, che erano pertanto tatticamente avvantaggiati. Anche le prestazioni in quota non erano molto buone per i velivoli russi da 5000 metri in su. Peraltro gli I-15 erano in grado di salire a quote maggiori, ma evidentemente questa quota maggiore non veniva sfruttata nelle condizioni tipiche di impiego.
Gli I-15 erano comunque in grado di salire a 1000 metri quasi alla stessa velocità di un Messerschmitt Bf 109E, ovvero circa 1 minuto.
Dopo oltre un anno di guerra aerea in equilibrio, i repubblicani persero via via la guerra durante l'Offensiva dell'Ebro, che vide perdite troppo elevate in rapporto a successi ridotti. Verso la fine i sovietici si erano ritirati, ma i repubblicani continuarono a combattere e talvolta si fecero valere. In generale, i caccia I-15 finirono per subire di più degli I-16, che se non altro potevano disimpegnarsi più facilmente rispetto alle minacce riportate, specie contro i caccia C.R.32. L'intercettazione dei bombardieri non era poi molto facile: gli I-16 erano sufficientemente veloci, però poco armati; gli I-15 erano meglio armati ma troppo lenti. Senza radar, vi erano poche possibilità di raggiungere l'obiettivo in tempo, il raggio d'azione dell'I-15 era minore rispetto a quello desiderato ma soprattutto non vi erano radio che avrebbero potuto aiutare a coordinare le azioni.

## Versioni
Gli I-15 continuarono a combattere e la versione migliore era nota come I-15Bis, con una motorizzazione più potente ed una velocità massima di circa 370 km/h. Venne usato soprattutto in Estremo oriente contro il Giappone, specie nel 1938, e partecipò ad innumerevoli battaglie. Il caccia venne tuttavia battuto dai giapponesi anche se non era un bersaglio troppo facile. Infine venne usato in Finlandia e ancora nel 1941.
Il successivo era il caccia I-15ter o I-153. Esso aveva un motore da 1000 cavalli, come gli ultimi I-16, ed era molto più veloce dei tipi precedenti. I caccia di questo tipo avevano quattro mitragliatrici da 7,62 mm e talvolta da 12,7, possedevano razzi aria-aria (6 o 8), due bombe da 75 kg o serbatoi da 100 litri. Venne prodotto in migliaia di esemplari e combatté dal 1939 contro i giapponesi, poi in Finlandia (scontrandosi con i pari classe Gloster Gladiator in alcune situazioni) e poi durante la guerra contro i tedeschi nel 1941 durante l'Operazione Barbarossa.
Gli I-15 furono macchine di notevole valore ed efficacia, ma non ebbero molta fortuna. Chiamati dai nazionalisti "Curtiss" perché scambiati all'inizio per aerei americani di questo tipo, essi erano tuttavia molto rispettati. I piloti italiani che rimasero in Spagna videro gli aerei catturati in alcuni aeroporti e lo considerarono "un caccia veramente eccezionale".

## Utilizzatori
Repubblica di Cina
- Chung-Hua Min-Kuo K'ung-Chün

 Finlandia
- Suomen ilmavoimat

operò con un esemplare catturato.
 Germania
- Luftwaffe

operò con esemplari catturati.
 Mongolia
- Aeronautica militare della Mongolia

 Spagna
- Fuerzas Aéreas de la República Española

 Unione Sovietica
- Sovetskie Voenno-vozdušnye sily